# System for Wireless Infotainment Forwarding and Teledistribution
System for Wireless Infotainment Forwarding and Teledistribution (SWIFT) bezeichnet ein System zur Übertragung von Text- und Grafikinformationen im UKW-Rundfunk. Ähnlich wie beim Radio Data System findet bei SWIFT die Datenübertragung parallel zum normalen Hörfunkprogramm statt, die Ausstrahlung ist an die jeweilige Radiostation gebunden. Technisch stellt das System die europäische Variante des in Japan gebräuchlichen DARC-Systems (Data Radio Channel) dar.

## Verbreitung
Der Dienst wurde nach einer zweijährigen Pilotphase auf der IFA 1999 als „Radio zum Lesen“ der Öffentlichkeit vorgestellt und zunächst nur vom sächsischen Radio PSR angeboten. Ebenfalls auf der IFA 99 wurde der „Textman“ vorgestellt, ein tragbares, batteriebetriebenes Radio mit SWIFT-Empfänger von Sony (damaliger Preis: rund 300 DM). Obwohl seinerzeit zahlreiche weitere Radiostationen den Dienst anbieten wollten, ist es zu keiner nennenswerten Verbreitung gekommen. Mittlerweile hat auch Radio PSR den SWIFT-Betrieb eingestellt.

## Vergleich mit Radiotext
Im Gegensatz zum weit verbreiteten Radiotext können mit SWIFT auch Grafiken und umfangreichere Texte übertragen werden. Die Informationen werden dabei in Seiten gegliedert und können im Empfänger zwischengespeichert werden. Damit ähnelt SWIFT eher dem beim Fernsehen üblichen Teletext.